# Fès-Boulemane
Fès-Boulemane (arapski: فاس بولمان) je jedna od 16 regija Maroka i nalazi se na sjeveru kraljevine. U području regije živi 1,573.055 stanovnika (stanje po popisu iz 2004. godine), na površini od 19.795 km2. Glavni grad je Fes.

## Administrativna podjela
Regija se sastoji od sljedećih provincija:
- Boulemane
- Fès
- Moulay Yacoub
- Sefrou

## Gradovi
Veći gradovi u regiji su:
- Aïn Chkef
- Fritissa
- Mechouar Fès Jadid
- Sefrou